# Carrie Catt
Carrie Chapman Catt (ur. 9 stycznia 1859, zm. 9 marca 1947) – amerykańska sufrażystka.

## Życiorys
Studiowała w Iowa State College. Później pracowała jako inspektor szkolny. Kontynuowała działalność Susan B. Anthony. Głosiła równouprawnienie kobiet, chociaż miała bardziej konserwatywne poglądy i była mniej gwałtowna od swej poprzedniczki. Od 1900 do 1904 i od 1915 do śmierci, piastowała funkcję przewodniczącej National American Woman Suffrage Association (Krajowego Amerykańskiego Stowarzyszenia Sufrażystek). Nieustannie wywierała presję na członków Kongresu i na władze wykonawcze, czym osiągnęła przyjęcie XIX poprawki do Konstytucji, którą zaproponowano w maju 1919, a ratyfikowano w sierpniu 1920. Jednym z jej zapisów były następujące słowa: prawo obywateli Stanów Zjednoczonych do głosowania nie będzie ograniczane [...] z powodu płci. Carrie Catt następnie zorganizowała Ligę Kobiet Wyborców, w celu przygotowania Amerykanek do wykorzystania wywalczonego prawa wyborczego.